# Lê Do
Lê Do (Chữ Hán: 黎槱; Hán Việt: Lê Dữu ?-1519) là một vị hoàng đế nhà Lê sơ trong lịch sử Việt Nam. Do được lập lên ngôi và thất bại trong thời gian loạn lạc ngắn ngủi, ông ít được nhắc tới trong danh sách các vị vua chính thống của Việt Nam.

## Thân thế
Có những thông tin khác nhau về thân thế của Lê Do. Theo Đại Việt sử ký toàn thư dẫn: Lê Do là con của Tĩnh Tu công Lê Lộc và là em vua Đại Đức Lê Bảng. Lê Lộc là cháu nội của Cung vương Lê Khắc Xương - anh vua Lê Thánh Tông. Lê Do là cháu 4 đời của Lê Khắc Xương. Tuy nhiên, Đại Việt sử ký toàn thư cũng chi chú thêm: có thuyết nói rằng Do là em cùng mẹ với Bảng, cha là dân thường, chưa rõ tên là gì.

## Chống Lê Chiêu Tông
Khi Lê Chiêu Tông giết công thần Trần Chân tháng 7 năm 1518, các thủ hạ của Chân là Nguyễn Kính, Nguyễn Áng ở Sơn Tây nổi dậy làm loạn để báo thù cho chủ. Một tướng khác là Vĩnh Hưng hầu Trịnh Tuy nhân lúc Chiêu Tông không trấn áp được các tướng Sơn Tây cũng mưu ly khai lập vua khác. Tháng 9 năm 1518, Trịnh Tuy cùng văn thần Nguyễn Sư lập anh Lê Do là Lê Bảng làm vua, tức là vua Đại Đức.
Khoảng tháng 3 năm 1519, Trịnh Tuy phế truất Lê Bảng và lập Lê Do lên làm vua, đổi niên hiệu là Thiên Hiến. Trịnh Tuy lấy xã Do Nha, huyện Từ Liêm làm hành dinh cho vua Thiên Hiến ở và lấy người thôn quê. chia đặt quan thuộc văn võ tiến triều. Trịnh Tuy dụ được các mãnh tướng thuộc hạ cũ của Trần Chân là Nguyễn Kính, Nguyễn Áng đi theo nên lực lượng khá mạnh.
Sau khi tướng Nguyễn Hoằng Dụ chết, vua Quang Thiệu (Lê Chiêu Tông) chỉ còn dựa vào Mạc Đăng Dung. Thấy vua Quang Thiệu chạy ra hành dinh Bồ Đề, Trịnh Tuy mang quân tiến đánh nhưng bị thất bại, phải rút lui.
Tháng 7 năm 1519, nhân lúc trời mưa to, Mạc Đăng Dung thống lĩnh các quân thủy bộ vây vua Thiên Hiến ở Từ Liêm. Đăng Dung phá đê cho nước vỡ vào quân Lê Do. Lê Do và Nguyễn Sư chạy đến Ninh Sơn thì bị quân của vua Quang Thiệu bắt được, giải mang về giết chết. Trịnh Tuy bỏ chạy và Thanh Hóa, các tướng Nguyễn Kính, Nguyễn Áng theo hàng Mạc Đăng Dung.